# Observatorio de Ginebra
Observatoire de Genève (en alemán Sternwarte Genf, en español Observatorio de Ginebra) es un observatorio astronómico situado en Sauverny en el municipio de Versoix, Cantón de Ginebra, Suiza. Ha participado activamente en descubrir exoplanetas, en fotometría estelar, en los modelos de evolución estelar, y ha participado en las misiones de la Agencia Espacial Europea: Hipparcos, INTEGRAL, Gaia y Planck.
Opera el telescopio Leonhard Euler de 1,2 metros en La Silla, así como el telescopio Mercator, en colaboración con la Universidad Católica de Lovaina, de Bélgica. Este segundo telescopio, gemelo del primero, se encuentra en el Observatorio del Roque de los Muchachos, en la isla canaria de La Palma.
En cooperación con la Universidad de Lieja apoya a TRAPPIST, un telescopio de 0,6 m que ayudó a demostrar que Eris puede ser más pequeño que Plutón en 2010. El programa también observa los cometas y caza exoplanetas.